# Sybilla Urszula z Brunszwiku-Lüneburga

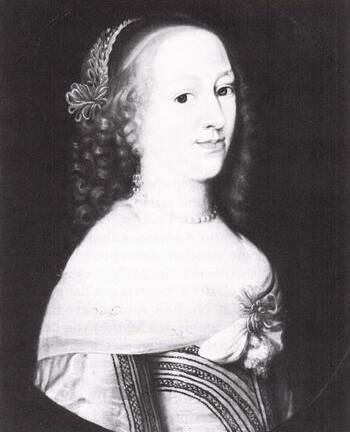
Portret Sybilli Urszuli

Sybilla Urszula (4 lutego 1629 – 12 grudnia 1671) – księżniczka brunszwicka, córka księcia Augusta Młodszego i jego żony Doroty.
13 września 1663 poślubiła holsztyńskiego księcia Chrystiana.